# Красный (Смоленская область)
Кра́сный — посёлок городского типа, административный центр Краснинского района Смоленской области России.
Расположен при слиянии рек Свиной и Мерейки в 45 км к юго-западу от Смоленска, в 18 км от железнодорожной станции Гусино.
Посёлок входит в Перечень исторических городов России.

## История
Первое упоминание о Красном (под названием Красен) относится к 1165 году (Ипатьевская летопись), когда смоленский князь Давыд Ростиславич, захватив Витебск, передал Красный в удел племяннику, витебскому князю Роману. При этом рядом учёных первоначальный Красн отождествляется с городищем в деревне Зверовичи, что находится в нескольких километрах к юго-западу от современного Красного.
До XVII века Красный переходил от России к Речи Посполитой и обратно. 6 мая 1625 г. (по новому стилю), в период пребывания в составе Смоленского воеводства, Красный получил от короля Сигизмунда III Магдебургское право. За этим последовал ещё ряд привилеев от Владислава IV и Яна Казимира, адресованных как мещанам-христианам, так и местной еврейской общине.
Окончательно Красный отошёл к России в 1654 году; в 1667 году — дворцовое село.

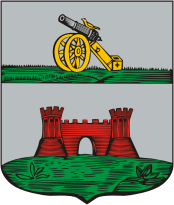
Герб (1780)

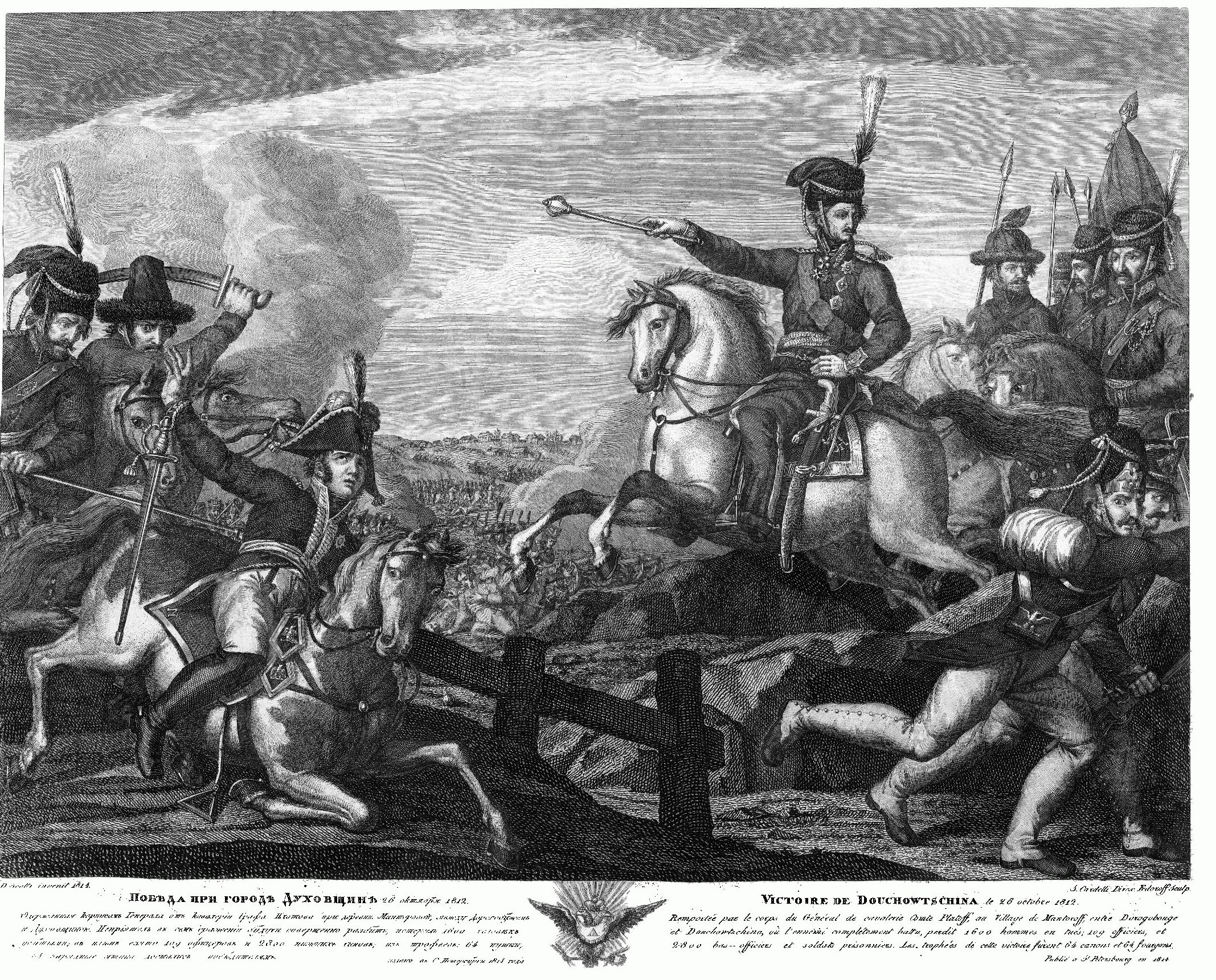
Битва с французами за Красный осенью 1812 года, копия с гравюры неизвестного художника

В 1776 году село Красный утверждено городом, который стал центром Краснинского уезда Смоленской губернии; в 1929 году преобразован в посёлок сельского типа; с 1965 года — посёлок городского типа.
В 1812 году под Красным произошли два сражения Отечественной войны (2 августа и 3—6 ноября). В августе, в ходе организованного отступления русской армии к Москве, пехотная дивизия генерала Д. П. Неверовского, отступавшая последней, целый день отбивала атаки превосходящих сил французской кавалерии маршала И. Мюрата. В ноябре, многократно превосходящие силы русских войск атаковали отступавшую к границе французскую армию, нанесли ей значительные потери.
В годы Великой Отечественной войны Красный сильно пострадал.

### Холокост
13 июля 1941 года, а по другим даным 27 августа 1941 года во время Холокоста в Красном было создано гетто для еврейского населения. Оно находилось в доме Цейтлиных и двух близлежащих домах, где люди были вынуждены существовать в очень большой тесноте. Евреям приказали носить десятисантиметровые желтые звезды Давида. В октябре 1941 года из русских и белорусов создали полицию. Евреев принудили к работе на немцев, но существовали они впроголодь. 7 и 8 апреля 1942 года всех евреев гетто уничтожили в урочище Буриевщина в окрестностях города. Уцелели только две семьи, их укрыли русские. Ныне на месте расстрелов евреев стоит небольшой мемориальный камень.

## Экономика
Важнейшие предприятия посёлка — завод счётчиков электрических импульсов и филиал Смоленского ПО «Искра».

## Население
| 1970  | 1979  | 1989  | 2002  | 2009  | 2012  | 2013  | 2014  | 2015  |
| ----- | ----- | ----- | ----- | ----- | ----- | ----- | ----- | ----- |
| 3483  | ↗4316 | ↗5087 | ↘4714 | ↘4518 | ↘4309 | ↘4246 | ↘4197 | ↘4150 |
| 2016  | 2017  | 2018  | 2019  | 2020  | 2021  | 2024  |       |       |
| ↗4154 | ↘4132 | →4132 | ↘4093 | ↘4073 | ↘3621 | ↘3424 |       |       |

По данным переписи 1897 года в Красном проживало 2753 человека. Для 1276 из них родным языком был русский, для 1273 — белорусский, для 156 — еврейский.
Национальный состав
По итогам переписи населения 2020 года проживали следующие национальности (национальности менее 0,1 % и другое, см. в сноске к строке «Другие»):
| Национальность | Численность, чел. | Доля     |
| -------------- | ----------------- | -------- |
| Русские        | 3417              | 94,37 %  |
| Белорусы       | 42                | 1,16 %   |
| Украинцы       | 26                | 0,72 %   |
| Армяне         | 7                 | 0,19 %   |
| Азербайджанцы  | 7                 | 0,19 %   |
| Таджики        | 4                 | 0,11 %   |
| Молдаване      | 4                 | 0,11 %   |
| Абхазы         | 4                 | 0,11 %   |
| Другие         | 110               | 3,04 %   |
| Итого          | 3621              | 100,00 % |

## Достопримечательности
Сохранился ряд архитектурных памятников: 6 зданий гражданского назначения и церкви (все XIX в.).
- Церковь Спаса Преображения (1871 год) — действующая.
- Церковь Авраамия Смоленского (1837 год) — заброшена.

Исторические памятники: 2 монумента в честь воинов русской армии, сражавшихся у Красного против армии Наполеона в 1812 (оба установлены в 1912). 16 сентября 2012 года был открыт восстановленный к 200-летию победы над Наполеоном памятник (оригинальный монумент, установленный в 1847 году по проекту архитектора Антонио Адамини, был взорван большевиками в 1931 году и восстановлен на средства Союзного государства России и Белоруссии).

### Утраченные объекты
- Церковь Пречистой Богородицы (XVIII в.)
- Церковь Успения Пресвятой Богородицы (XVIII в.)
- Собор Святой Екатерины (1786)

## Известные люди, связанные с Красным
- Звания Героя Советского Союза удостоены 11 краснинских уроженцев, среди них командир танкового батальона майор Малихов, Анатолий Наумович.
- В Красном прошло детство К. И. Щёлкина, известного советского физика-ядерщика.
- Родились:
  - Аверченков, Иван Александрович (1946—2003) — мэр Смоленска в 1998—2003 годах
  - Нельский, Валерий Сергеевич (1906—1990) — актёр театра, народный артист СССР (1975)
  - Эйхенбаум, Борис Михайлович (1886—1959) — литературовед
  - Хворостин, Александр Евгеньевич (1910—1986) — советский конструктор артиллерийских систем

## Городское поселение
Краснинское городское поселение состоит из самого посёлка Красный и деревень:
- Большая Добрая, деревня
- Буяново, деревня
- Залужечье, деревня
- Кутьково, деревня
- Сорокино, деревня
- Храпово, деревня

Общая площадь поселения — 70,37 км², численность населения — 4620 человек (2007). Главой муниципального образования является Радченко Геннадий Михайлович. Образовано 2 декабря 2004 года.